# Eine Ohlsson
Eine Ohlsson, född 18 november 1941, är en svensk tidigare målvakt i ishockey. 
Under tonåren spelade han i Östers IF, som då även bedrev ishockeyverksamhet, när han som 17-åring blev tillfrågad att spela för Sveriges landslag. Vid landslagsdebuten den 29 oktober 1959 var Ohlsson 17 år, 11 månader, 11 dagar (vilket fortfarande är landslagsrekord för målvakter) och det blev svensk seger över Norge, 9-3. Det blev bara ytterligare tre A-landskamper för Ohlsson, men under 1960-talet etablerade han sig som en av Sveriges främsta ishockeymålvakter då han under flera säsonger stod i mål för Västra Frölunda IF i division 1. Han stod även i mål för Morgårdshammars IF i Dalarna när de spelade i division 1 1961-63.